# 교향적 연습곡 (슈만)
교향적 연습곡, Op. 13은 로베르트 슈만에 의해 작곡된 피아노 연습곡이다.
1837년 초판에는 이 곡이 "아마추어의 작곡"이라는 주석이 달렸는데, 이것은 슈만의 주제의 기원을 나타낸다. 아마추어 음악가 남작의 플루트를 위한 변주곡 주제 의 멜로디를 사용했다. 슈만은 1834년 에르네스틴과 약혼했으나 이듬해 갑자기 헤어졌다. 따라서 자서전적 요소가 교향적 연습곡의 기원(슈만의 다른 많은 작품의 기원에서와 같이)에 얽혀 있다.
슈만은 프리켄의 주제로 작곡한 16개의 변주곡 중 11개만 출판했다. (1834년에서 1835년 1월 사이에 완성된 초기 버전은 12악장으로 구성되어 있다.) 마지막 12번째 곡은 하인리히 마르슈너의 오페라에서 따왔다. 이전 Fricken 테마는 이 연습곡에서 가끔 잠깐 나타난다.
Florestan과 Eusebius에 대한 암시를 제쳐두고, Schumann이 제안한 모든 제목은 Op. 13의 개념이다. 이것은 프레데릭 쇼팽의 Op. 10에서 그 용어가 가정한 의미에서 '연습곡'에 관한 것이었다. 즉 피아노를 위한 작문 기법과 음색의 가능성에 대한 조사가 수행되는 콘서트 작품; 그것들은 불러일으키는 색상의 풍부함과 복잡성을 통해 '교향곡'이다. 키보드는 다양한 음색을 혼합, 대조 또는 중첩할 수 있는 "오케스트라"가 된다.
고도로 기교적인 요구는 종종 효과뿐만 아니라 다성음악적 복잡성을 명확하게 하고 건반 실험에 더 깊이 파고드는 것을 목표로 한다. 교향적 연습곡은 슈만의 토카타 및 환상곡과 함께, 낭만주의 피아노 작품 중 어려운 작품으로 간주된다.